# Нарвска тријумфална капија
Тријумфална капија у Нарви (рус. Нарвские триумфальние ворота) подигнута је на огромном тргу Стачек (пре 1923. такође познат као Трг Нарве), у Санкт Петербургу, 1814. у знак сећања на победу Русије над Наполeоном. Дрвена конструкција је изграђена на тадашњем аутопуту за Нарву са циљем да поздрави војнике који су се враћали из иностранства после победе над Наполеоном. Требало да одговори на тријумфалну капију у Паризу, првобитно подигнут да прослави Наполеонову победу над савезницима код Аустерлица.
Почетком 21. века капија је у потпуности рестаурирана и, према речима стручњака, у добром је стању од августа 2009. године.

## Изглед и историја
За скулптурални декор лука био је одговоран вајар Василиј Демут-Малиновски. Капија није била заштићена од артиљеријског бомбардовања током опсаде Лењинграда. Лук је рестауриран 1951. године. У горњем делу лука отворен је мали војни музеј 1989. године. Почетком 21. века капија је у потпуности рестаурирана и, према речима стручњака, у добром је стању од августа 2009. године.